# Mănăstirea (okręg Marmarosz)
Mănăstirea – wieś w Rumunii, w okręgu Marmarosz, w gminie Giulești. W 2011 roku liczyła 143 mieszkańców.